# Сельское поселение Ершовское (Московская область)
Се́льское поселе́ние Ершо́вское — упразднённое муниципальное образование (сельское поселение) в составе Одинцовского района Московской области. Образовано в 2005 году.
Административный центр — село Ершово.
Население — 9069 чел. (2019).

## Границы
Границы муниципального образования определяются законом Московской области «О статусе и границах Одинцовского муниципального района и вновь образованных в его составе муниципальных образований», в соответствии с которым сельское поселение Ершовское граничит с:
- Успенским сельским поселением (на юге и юго-востоке)
- Городским округом Звенигород (на юге)
- Никольским сельским поселением (на юге)
- Рузским районом (на западе)
- Истринским районом Московской области (на севере и северо-востоке)
- районом Кунцево города Москвы (площадка Конезавод, ВТБ)

Площадь территории сельского поселения — 32 205 га.

## Население
| 2006  | 2007  | 2008  | 2009  | 2010  | 2011  |
| ----- | ----- | ----- | ----- | ----- | ----- |
| 9367  | ↘9220 | ↗9312 | ↗9621 | ↘9434 | ↘9338 |
| 2012  | 2013  | 2014  | 2015  | 2016  | 2017  |
| →9338 | ↗9387 | ↗9502 | ↗9637 | ↘9488 | ↘9323 |
| 2018  | 2019  |       |       |       |       |
| ↘9231 | ↘9069 |       |       |       |       |

## История
Муниципальное образование сельское поселение Ершовское в существующих границах было образовано в 2005 году на основании закона Московской области «О статусе и границах Одинцовского муниципального района и вновь образованных в его составе муниципальных образований» из упразднённых административно-территориальных единиц: Ершовского, Аксиньинского, Каринского и Саввинского сельских округов.
1 июля 2012 года в рамках проекта расширения Москвы часть территории поселения площадью 12,97 км² была передана Москве, вместе с другой частью от поселения Успенское образовав отдельную площадку Конезавод, ВТБ района Кунцево Западного административного округа. В результате территория поселения распалась на две несвязанные части.
5 февраля 2019 года упразднено вместе со всеми другими поселениями Одинцовского муниципального района в связи с их объединением с городским округом Звенигорода в Одинцовский городской округ.

## Состав сельского поселения
В состав сельского поселения входят 46 населённых пунктов (3 посёлка, 8 сёл и 35 деревень):
| Вид населённого пункта | Наименование            | Население, чел. (2006) | ОКАТО          | Бывшая территориальная единица |
| ---------------------- | ----------------------- | ---------------------- | -------------- | ------------------------------ |
| село                   | Аксиньино               | 55                     | 46 241 802 012 | Аксиньинсикий сельский округ   |
| деревня                | Анашкино                | 14                     | 46 241 828 010 | Каринский сельский округ       |
| село                   | Андреевское             | 145                    | 46 241 828 002 | Каринский сельский округ       |
| деревня                | Андрианково             | 18                     | 46 241 828 003 | Каринский сельский округ       |
| деревня                | Горбуново               | 11                     | 46 241 828 004 | Каринский сельский округ       |
| деревня                | Грязь                   | 123                    | 46 241 802 005 | Аксиньинский сельский округ    |
| посёлок                | Дома отдыха «Ершово»    | 97                     | 46 241 819 005 | Ершовский сельский округ       |
| посёлок                | Дома Отдыха «Караллово» | 42                     | 46 241 819 002 | Ершовский сельский округ       |
| деревня                | Дьяконово               | 18                     | 46 241 828 005 | Каринский сельский округ       |
| деревня                | Дяденьково              | 1                      | 46 241 828 006 | Каринский сельский округ       |
| село                   | Ершово                  | 2412                   | 46 241 819 001 | Ершовский сельский округ       |
| деревня                | Завязово                | 1                      | 46 241 828 007 | Каринский сельский округ       |
| деревня                | Ивановка                | 58                     | 46 241 802 001 | Аксиньинсикий сельский округ   |
| деревня                | Ивано-Константиновское  | 3                      | 46 241 828 008 | Каринский сельский округ       |
| деревня                | Иваньево                | 102                    | 46 241 855 005 | Саввинский сельский округ      |
| деревня                | Ивашково                | 52                     | 46 241 819 007 | Ершовский сельский округ       |
| деревня                | Иглово                  | 6                      | 46 241 828 009 | Каринский сельский округ       |
| село                   | Каринское               | 1643                   | 46 241 828 001 | Каринский сельский округ       |
| деревня                | Кезьмино                | 1                      | 46 241 819 009 | Ершовский сельский округ       |
| село                   | Козино                  | 154                    | 46 241 802 003 | Аксиньинсикий сельский округ   |
| деревня                | Красные Всходы          | 9                      | 46 241 819 011 | Ершовский сельский округ       |
| деревня                | Ларюшино                | 54                     | 46 241 802 010 | Аксиньинсикий сельский округ   |
| деревня                | Липки                   | 33                     | 46 241 802 008 | Аксиньинсикий сельский округ   |
| село                   | Локотня                 | 50                     | 46 241 828 011 | Каринский сельский округ       |
| село                   | Михайловское            | 35                     | 46 241 828 012 | Каринский сельский округ       |
| посёлок                | Мозжинка                | 58                     | 46 241 802 011 | Аксиньинсикий сельский округ   |
| деревня                | Новоалександровка       | 4                      | 46 241 855 004 | Саввинский сельский округ      |
| деревня                | Носоново                | 6                      | 46 241 819 010 | Ершовский сельский округ       |
| деревня                | Палицы                  | 29                     | 46 241 802 007 | Аксиньинсикий сельский округ   |
| деревня                | Покровское              | 2                      | 46 241 828 013 | Каринский сельский округ       |
| деревня                | Рыбушкино               | 85                     | 46 241 855 003 | Саввинский сельский округ      |
| село                   | Саввинская Слобода      | 2164                   | 46 241 855 001 | Саввинский сельский округ      |
| деревня                | Сватово                 | 14                     | 46 241 819 008 | Ершовский сельский округ       |
| деревня                | Сергиево                | 41                     | 46 241 828 015 | Каринский сельский округ       |
| деревня                | Синьково                | 31                     | 46 241 802 009 | Аксиньинсикий сельский округ   |
| деревня                | Скоково                 | 25                     | 46 241 819 003 | Ершовский сельский округ       |
| деревня                | Спасское                | 9                      | 46 241 828 014 | Каринский сельский округ       |
| деревня                | Супонево                | 89                     | 46 241 819 004 | Ершовский сельский округ       |
| деревня                | Сурмино                 | 76                     | 46 241 819 012 | Ершовский сельский округ       |
| деревня                | Торхово                 | 1                      | 46 241 828 016 | Каринский сельский округ       |
| деревня                | Улитино                 | 111                    | 46 241 828 017 | Каринский сельский округ       |
| деревня                | Устье                   | 49                     | 46 241 828 018 | Каринский сельский округ       |
| деревня                | Фуньково                | 1189                   | 46 241 819 006 | Ершовский сельский округ       |
| деревня                | Хаустово                | 52                     | 46 241 828 019 | Каринский сельский округ       |
| деревня                | Хотяжи                  | 9                      | 46 241 828 020 | Каринский сельский округ       |
| деревня                | Ягунино                 | 186                    | 46 241 855 002 | Саввинский сельский округ      |